# Screen Violence
| Совокупная оценка    | Совокупная оценка |
| Источник             | Оценка            |
| -------------------- | ----------------- |
| Metacritic           | 81/100            |
| Оценки критиков      |                   |
| Источник             | Оценка            |
| AllMusic             | [ 3 ]             |
| The A.V. Club        | B+                |
| Exclaim!             | 8/10              |
| The Line of Best Fit | 7/10              |
| Paste                | 6.1/10            |
| Pitchfork            | 7.2/10            |
| PopMatters           | 8/10              |
| Slant Magazine       | [ 9 ]             |

Screen Violence — четвёртый студийный альбом шотландской синти-поп-группы Chvrches, выпущенный 27 августа 2021 года на лейблах EMI Records в Великобритании и Glassnote Records в США. Главный сингл «He Said She Said» был выпущен 19 апреля. Альбом был анонсирован вместе со вторым синглом «How Not to Drown», созданным в сотрудничестве с вокалистом The Cure Робертом Смитом.
Screen Violence продвигался в рамках тура по Северной Америке с ноября по декабрь 2021 года.

## Об альбоме и запись
Работа над альбомом началась в 2020 году во время пандемии COVID-19 как обмен идеями, которыми делились по видеосвязи и в программах обмена аудиозаписями. Он был спродюсирован группой и записан между Глазго и Лос-Анджелесом. Фронтвумен Лорен Мэйберри сказала, что первоначальная идея альбома заключалась в том, «чтобы избежать проблем обыденной реальности», но в итоге тексты песен касались «по-прежнему личных проблем и переживаний». В качестве названия альбома использован один из вариантов, придуманных ранее для названия группы; он оказался подходящим в связи с темой насилия «на экране, посредством экрана и сквозь экран — в песнях, обращающихся, помимо прочих эмоций, к чувствам одиночества, разочарования и страха». Мартин Доэрти добавил, что для него «аспект экрана был немного более буквальным. Когда мы делали альбом, было такое ощущение, что половина нашей жизни была прожита через экраны. То, что начиналось как концепция, теперь стало спасательным кругом».
Сингл «How Not to Drown» возник на основе демозаписи фортепиано и ударных, записанных Доэрти, и был сочинён в то время, когда он имел дело с «ужасающей депрессией и тревогой».
Screen Violence также является первым студийным альбомом Chvrches, в котором нет трека с основным вокалом Мартина Доэрти, но при этом он поёт в бридже песни «Violent Delights».

## Список композиций
Слова и музыка всех песен — Иэна Кука, Мартина Доэрти и Лорен Мэйберри; «How Not to Drown» написана в соавторстве с Робертом Смитом.
| №                   | Название                               | Длительность |
| ------------------- | -------------------------------------- | ------------ |
| 1.                  | «Asking for a Friend»                  | 5:05         |
| 2.                  | «He Said She Said»                     | 3:09         |
| 3.                  | «California»                           | 4:08         |
| 4.                  | «Violent Delights»                     | 5:20         |
| 5.                  | «How Not to Drown» (с Робертом Смитом) | 5:31         |
| 6.                  | «Final Girl»                           | 4:30         |
| 7.                  | «Good Girls»                           | 3:19         |
| 8.                  | «Lullabies»                            | 3:45         |
| 9.                  | «Nightmares»                           | 4:34         |
| 10.                 | «Better If You Don't»                  | 3:32         |
| Общая длительность: | Общая длительность:                    | 42:53        |

| №   | Название                                | Длительность |
| --- | --------------------------------------- | ------------ |
| 11. | «How Not to Drown» (Robert Smith Remix) | 7:07         |

## Участники записи
Chvrches
- Лорен Мэйберри — вокал, клавишные, перкуссия, производство
- Иэн Кук[англ.] — клавишные, программирование, гитара, бас-гитара, производство, сведение
- Мартин Доэрти[англ.] — клавишные, программирование, гитара, бас-гитара, дополнительный вокал на «Violent Delights», производство, сведение

Дополнительный персонал
- Роберт Смит —  вокал, Bass VI[англ.] и перевёрнутая гитара в «How Not To Drown»
- Гэвин Люрссен[англ.] — мастеринг
- Сэмюэл Стюарт — вокальная звукоинженерия
- Скотт Кирнан — творческое направление
- Lary 7[англ.] — оригинальная обложка

## Чарты
| Чарт (2021)                       | Высшая позиция |
| --------------------------------- | -------------- |
| Австралия (ARIA)                  | 6              |
| Австрия (Ö3 Austria)              | 19             |
| Бельгия/Фландрия (Ultratop)       | 19             |
| Бельгия/Валлония (Ultratop)       | 49             |
| Канада (Canadian Albums Chart)    | 74             |
| Чехия (ČNS IFPI)                  | 71             |
| Нидерланды (Album Top 100)        | 91             |
| Германия (Offizielle Top 100)     | 15             |
| Ирландия (Irish Albums Chart)     | 4              |
| Япония (Billboard Japan)          | 46             |
| Япония (Oricon)                   | 65             |
| Шотландия (Scottish Albums Chart) | 1              |
| Испания (PROMUSICAE)              | 52             |
| Швейцария (Schweizer Hitparade)   | 19             |
| Великобритания (UK Albums Chart)  | 4              |
| США (Billboard 200)               | 31             |